# 準コンパクト射
代数幾何学において、スキームの射 {\displaystyle f:X\to Y} が準コンパクト射（じゅんコンパクトしゃ、英: quasi-compact morphism）であるとは、Y にある開アフィン部分スキーム {\displaystyle V_{i}} による被覆が存在して、原像 {\displaystyle f^{-1}(V_{i})} が全て位相空間として準コンパクトとなることを言う。f が準コンパクトであれば、f による準コンパクト開部分スキーム（例えば開アフィン部分スキーム）の原像は準コンパクトである。
準コンパクト射の定義において、「開アフィン部分スキームによる被覆」を「準コンパクトな開部分スキームによる被覆」に弱めることは、意味が変わってしまうためできない。例として、根基イデアルについて昇鎖条件を満たさない環 A をとり、{\displaystyle X=\operatorname {Spec} A} と置く。X は準コンパクトではない開部分集合 U を含む。Y を、2つの X を U で貼り合わせたスキームとする。X と Y はともに準コンパクトである。{\displaystyle f:X\to Y} を X の1つのコピーの包含関係による自然な射とすると、もう1つの X （これは Y の開アフィン）のこの射による原像は U であり、これは準コンパクトではない。したがって、f は準コンパクト射ではない。
準コンパクトスキームからアフィンスキームへの射は準コンパクトである。
{\displaystyle f:X\to Y} をスキームの準コンパクト射とする。このとき、{\displaystyle f(X)} が閉となるのは、特殊化で安定しているとき、かつそのときに限る。
準コンパクト射の合成は準コンパクトである。準コンパクト射を基底変換したものは準コンパクトである。
アフィンスキームは準コンパクトである。スキームが準コンパクトであるのは、開アフィン部分スキームの有限和のときだけであり、かつそのときに限る。セールの判定法は、準コンパクトスキームがアフィンであるための必要十分条件を与える。
準コンパクトスキームは少なくとも1つの閉点を持つ
。